# 6834 Hunfeld
6834 Hunfeld eller 1993 JH är en asteroid i huvudbältet som upptäcktes den 11 maj 1993 av de båda japanska astronomerna Takeshi Urata och Yoshisada Shimizu vid Nachi-Katsuura-observatoriet. Den är uppkallad efter journalisten Jan Hunfeld.
Asteroiden har en diameter på ungefär 10 kilometer.